# Platylabus gracilicornis
Platylabus gracilicornis är en stekelart som först beskrevs av Henry Lorenz Viereck 1903.  Platylabus gracilicornis ingår i släktet Platylabus och familjen brokparasitsteklar. Inga underarter finns listade i Catalogue of Life.